# Zimna Woda (powiat ostrołęcki)
Zimna Woda – przysiółek w Polsce położony w województwie mazowieckim, w powiecie ostrołęckim, w gminie Baranowo.
W latach 1975–1998 miejscowość administracyjnie należała do województwa ostrołęckiego.